# Rheinische Sezession
Die Rheinische Sezession, auch Rheinische Secession, war eine 1928 gebildete Dachorganisation von Künstlern und Künstlergruppen im Rheinland, insbesondere aus Düsseldorf.

## Geschichte

### Gründungsjahre und 2. Weltkrieg
Die Rheinische Sezession wurde 1928 von dem Landschaftsmaler Julius Bretz und einigen seiner Malerfreunde gegründet. Unter dem Vorsitz von Arthur Kaufmann gelang es, eine Künstlervereinigung zu bilden, unter deren Dach sich Mitglieder der 1919 gegründeten Gruppe Das Junge Rheinland und der 1923 von ihr abgespalteten Rheingruppe zu gemeinsamen Ausstellungsprojekten wieder zusammenschlossen. Im Frühjahr 1929 feierte die Rheinische Sezession ihre „Jubiläumsausstellung“ in der Kunsthalle Düsseldorf. 1930 eröffnete sie ihre Jahresausstellung in der Kunsthalle mit einer Nachlassausstellung des verstorbenen Malers Walter Ophey. Auch im November 1933 fand eine Jahresausstellung dort statt.

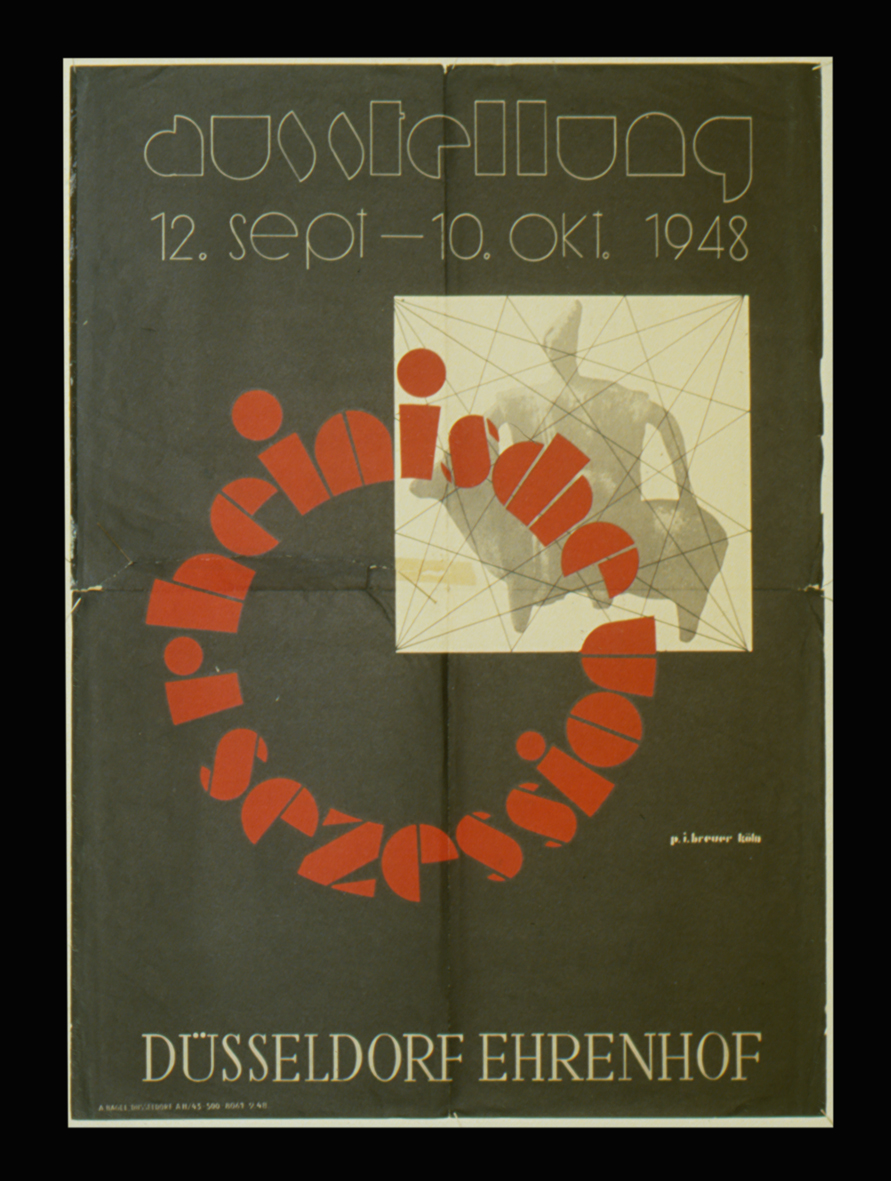
Rheinische Sezession, Ausstellungsplakat von Peter Josef Breuer, 1948

1938, in der Zeit des Nationalsozialismus und einer durch ihn gelenkten Kulturpolitik, wurden weitere Ausstellungen der Rheinischen Sezession verboten. Die Begründung lautete: „Die Ausstellungen haben erkennen lassen, daß von einer Mitarbeit im Sinne des kulturellen Aufbaugedankens nicht gesprochen werden kann. Vielmehr hat sich gezeigt, daß in der Rheinischen Sezession der Geist jener Kreise der Vergangenheit, die sich um Flechtheim, Frau Ey und andere scharten, immer noch vorhanden ist.“

### Wirken in der Nachkriegszeit
1946 wurde die Rheinischen Sezession mit einer Ausstellung im wiederaufgebauten Erweiterungsbau der kriegszerstörten Kunsthalle Düsseldorf reaktiviert bzw. neu gegründet. Zu der rekonstituierten Vereinigung zählten bekannte Künstler wie Otto Ritschl, Ernst Wilhelm Nay, Georg Meistermann, Ernst Gottschalk, Joseph Fassbender, Hann Trier, Erich Müller-Kraus (1911–1967) und Karl Gerhard van Ackeren (1906–1978). In den folgenden Jahren stießen Otto Dix, Anno Erdle, Artur Erdle, Carl Hofer, Joseph Jaekel, Otto Pankok, Heinrich Siepmann und Kurt Schwippert hinzu. 
Die Ausstellung 1950 ehrte Arvid Mather mit 20 Bildern. Er war Vorstandsmitglied der Rheinischen Sezession und starb am 9. Mai 1950 mit 44 Jahren an einem tückischen Leiden. Anno Erdle, als der Verantwortliche für die Katalogerstellung, würdigte ihn wie folgt im Vorwort des Kataloges: „Arvid Mather zählt zu den jungen Begabungen und zu den Vertretern einer aufgeschlossenen Malerei. Seine Bilder spiegeln den heiteren Geist rheinischer Lebensfreude wider.“
1953 begeht die Rheinische Sezession ihr 25-jähriges Bestehen. Der Vorstand bestand zu der Zeit aus Jean Baptist H. Hundt (1. Vorsitzender), Artur Erdle und Otto Pankok. Sie resümierten zum Jubiläum: „Die Revolutionäre von einst sind nun alte Meister oder sie haben den Pinsel aus der Hand legen müssen, weil der Tod sie rief. Einige von ihnen sind der Naziverfolgung oder dem unseligen Krieg erlegen und haben ihr Werk sinnlos abbrechen müssen. Ihre Arbeiten sind auf dieser Jubiläumsausstellung zu sehen, und bei ihrem Anblick wäre es wichtig, sich auch daran zu erinnern, dass wahre Kunst Charaktere verlangt, die sich durch nichts beirren lassen. Wie die Welt ist die Kunst ewig in ihrer Größe und ihren Möglichkeiten.“
Während 1928 etwa 30 Künstler die Rheinisch Sezession bildeten, hatte sich ihre Mitgliederzahl zum Jubiläumsjahr verdoppelt. Die Rheinische Sezession hatte kein festes Programm. Das Credo lautete: „Jede Zeit will durch die Kunst ewige Gültigkeit finden; doch sind Form und Gestalt nur da, um den Einklang des Geistes mit dem Leben erkennen zu lassen. Es ist die Sache jedes einzelnen Künstlers, seine Handschrift dafür zu finden.“ Und „Wer als Künstler in seinen Grenzen bleibt und schafft, der dient der Wahrheit, und hat damit das Recht auf seiner Seite, das respektiert werden muß.“ - so der Vorstand im Ausstellungskatalog.
Umfangreiche Aktivitäten der Rheinischen Sezession machten das Kunstschaffen in Düsseldorf weit über das Rheinland bekannt. Zu nennen ist besonders der Austausch mit der Wiener Secession 1957 mit Anno Erdle als Geschäftsführendem Vorstand sowie Organisator der Ausstellung und Otto Pankok als 1. Vorsitzendem. Dazu Ausstellungen im Jahr 1956 in Maastricht sowie in Berlin in den Jahren 1955 und 1958/59 (diese mit einem Geleitwort von Willy Brandt: „Berlin, Düsseldorf und München waren seit langem die Schwerpunkte der bildenden Kunst in Deutschland, ja vielleicht der Künste überhaupt. … Das Interesse der einen Stadt für die Kunst der anderen war immer lebhaft und tiefgegründet.“).
Die Rheinische Sezession repräsentierte ein breites Spektrum von Kunstauffassungen und löste sich vermutlich in den frühen 1960er Jahren auf. In einer intensivierten Debatte über die künstlerische Orientierung hatte sich auf Initiative von Ludwig Gabriel Schrieber 1948 bereits eine Gruppe abgespalten, die sich hauptsächlich den moderneren, jüngeren und internationalen Richtungen der Nachkriegszeit widmete, insbesondere der Abstraktion, sich Neue Rheinische Sezession nannte und noch bis Ende 1969 aktiv blieb.